# Мартиненко Олексій Іванович
Мартиненко Олексій Іванович (29 жовтня 1958, м. Київ) — науковець, доктор технічних наук, професор університету Дальхаузі, Нова Шотландія, Канада.

## Життєпис
У Києві проживав до 2001 року, де і здобув вищу освіту в Українській сільськогосподарській академії (пізніше Національний університет біоресурсів і природокористування України) отримавши ступінь бакалавр. Освітній ступінь магістра захистив у Московському агроінженерному університеті. Науковий ступінь PhD в Університеті Гвельфа. З 2001 року переїхав до Канади де і по сьогодні успішно займається науково-педагогічною діяльністю.

## Теми дослідження
- Датчики
- Біоінструментування
- Машинний зір
- Машинне навчання
- Штучний інтелект
- Оптимізація управління

## Спеціальності
Прикладна фізика та біофізика екосистем, біоінструменти, дистанційне зондування, злиття датчиків, інтелектуальні системи керування, машинне бачення та аналіз зображень.

## Викладання
Розробив свою філософію викладання, засновану на проблемному навчанні та контакті студентів з проблемами реального світу. Такий підхід допомагає розвинути інженерні навички та забезпечити широту навчання за межами технічних аспектів курсу, що важливо для інженерної професії.
- Електротехнологія — APSC 3001
- Електричні схеми — ENGN 3000
- Цифрові схеми  - ENGN 3004
- Електричні схеми II — ENGN 3008
- Спрямовані дослідження в галузі харчових продуктів і біопродуктів — AGRI 5730

## Наукові інтереси
Прикладна фізика та біофізика екосистем
Біоприлади, дистанційне зондування, термоядерний синтез датчиків, інтелектуальні системи керування
Машинне бачення та аналіз зображень